# Errazurizia megacarpa
Errazurizia megacarpa là một loài thực vật có hoa trong họ Đậu. Loài này được (S.Watson) I.M.Johnst. miêu tả khoa học đầu tiên.